# 버줌
버줌(Burzum)은 노르웨이의 블랙 메탈 밴드이다. 버줌은 노르웨이의 음악가이자 작가인 바르그 비케르네스의 원맨 프로젝트 밴드로서, 2015년 지금까지 총 11개의 정규 앨범을 발매했다. '버줌'이란 단어는 반지의 제왕으로 유명한 작가이자 언어학자 J. R. R. 톨킨이 만든 인공어인 블랙 스피치로서, '어둠'이라는 뜻을 가지고 있다.

## 앨범 목록

### 정규 앨범
- Burzum (1992)
- Det som engang var (1993)
- Hvis lyset tar oss (1994)
- Filosofem (1996)
- Dauði Baldrs (1997)
- Hliðskjálf (1999)
- Belus (2010)
- Fallen (2011)
- Umskiptar (2012)
- Sôl austan, Mâni vestan (2013)
- The Ways of Yore (2014)

### EP
- Aske (1993)

## 멤버
- 바르그 비케르네스(Varg Vikernes) - 보컬, 가사, 기타, 베이스, 드럼, 신디사이저 (1991년~현재)

### 객원 멤버
- 토마스 "사모스" 하우엔(Tomas "Samoth" Haugen) - Aske (1993)에서 베이스
- 유로니무스(Euronymous) - Burzum (1992)의 "War"에서 기타 솔로, "Dungeons of Darkness"에서 공